# Balatoni József
Balatoni József, Jocó bácsi (Veszprém, 1987. augusztus 16. –) magyar médiaszemélyiség, történelemtanár, író.

## Életpálya
Gyermekkorában Papkeszin élt. Gimnáziumba Pápán járt a Türr István Gimnázium és Kollégiumban. Az egyetemet Pécsett végezte a Pécsi Tudományegyetemen, majd itt is kezdett dolgozni. Utána a papkeszi Bocskai István Református Általános Iskolában tanított, helyettesítő tanárként. Ezek után felköltözött Budapestre, ahol a Kontyfa Általános Iskola és Gimnáziumban talált munkát. Történelmet, erkölcstant, hon- és népismeretet, tanulásmódszertant tanít. Pályája elejétől osztályfőnök is. Emellett a Felelős Szülők Iskolája előadója, szakértője lett 2016-ban, és a WMN weblap egyik állandó szerzője 2016 óta.
Médiaszereplése az 1 perc és nyersz! vetélkedővel kezdődött, ahova azért ment, hogy a 8. osztályának legyen hová mennie kirándulni. Ezután számos műsorban volt látható, így a TV2-n, az RTL Klubon, az MTV-n. Ő volt a Kék bálna elleni kampány szervezője, a Zöld elefánté. A Da Vinci tv egyik munkatársa, valamint a Comedy Centralon futó Tömény történelem című műsor szaktanácsadója.

## Megjelenései

### Könyvek
- Jocó bácsi világa (2016)
- Jocó bácsi világa 2.0 (2017)
- Kamaszharc. Találkozás egy fiatalemberrel…; Jaffa, Bp., 2017
- Tanulj szabadon, taníts szabadon! (2018)
- Osztályharc (2018)
- Ön(h)arckép (2019)
- Tanár vagyok, és? (2022)

### Média
- 1 perc és nyersz! (RTL Klub)
- Fókusz (RTL Klub)
- Mokka (TV2)
- Reggeli (RTL Klub)
- Én vagyok itt! (M2 Petőfi TV)
- XV. kerületi TV
- Szerencse Híradó (Duna Televízió)
- Egyenes Beszéd (ATV

### Időkapszula
Jocó bácsi a saját YouTube csatornáján létrehozott sorozata, ahol ismert embereket kérdez, hogy milyen volt a gyerekkoruk.
- 1. rész: Tibenszky Moni Lisa (2018. július 24.)[5]
- 2. rész: Lackfi János (2018. július 31.)[6]
- 3. rész: Fiala Borcsa (2018. augusztus 8.)[7]
- 4. rész: Szabó Kimmel Tamás (2018. augusztus 15.)[8]
- 5. rész: Vargacz Alexandra (2018. augusztus 28.)[9]
- 6. rész: Farkasházi Réka (2019. augusztus 29.)[10]
- 7. rész: Mészáros Piroska (2019. szeptember 3., majd 2019. szeptember 16-án újra kirakva)[11]
- 8. rész: Mérai Katalin (2019. szeptember 5.)[12]
- 9. rész: Peller Anna és Lukács Miklós (2019. szeptember 11.)[13]
- 10. rész: Veres Rita (2019. október 29.)[14]